# Діва Фуенсіслівська

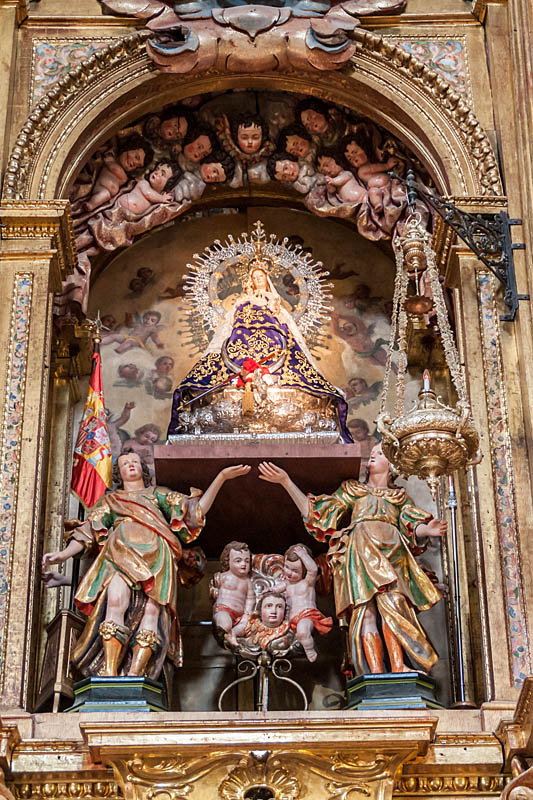
Діва Фуенсілівська

Діва Фуенсіслівська (ісп. Virgen de la Fuencisla), або Наша Панна Фуенсіслівська (ісп. Nuestra Señora de la Fuencisla) — статуя і один із титулів Діви Марії у місті Сеговія, Іспанія. Покровителька цього міста. Походить від колишнього села Фуенсісла (ісп. la Fuencisla; нині — складова Сеговії). За легендою, образ Діви Марії, виготовлений самим апостолом Лукою і згодом названий Фуенсіслівським, привіз до Сеговії у 71 р. перший сеговійський єпископ, святий Єротей. У VIII ст. цей образ сховали під час мусульманської навали, а згодом забули. Статую випадково знайшли сеговійські юдеї, після чого місцеві християни відновили її вшанування в околицях міста, у спеціальному святилищі, розташованому в Фуенсіслі (ісп. Santuario de Nuestra Señora de la Fuencisla). 24 серпня 1916 р. образ Марії коронували. 1 червня 1942 р., за часів націоналістичного урядування Франсіско Франко, їй надали військове звання фельдмаршала, за успішну оборону Сеговії від лівацько-терористичних військ республіканців в ході громадянської війни в Іспанії (після цього розлючений Адольф Гітлер заявив, що ніколи не відвідає Іспанію). 1957 р. нагородили золотою медаллю провінції Сеговія. Свято Фуенсіслівської Діви відмічається щорічно 25 вересня і проходить у Сеговійському катедральному соборі святої Марії, центральний вівтар якого присвячений їй. 